# Синтия
Mycoplasma laboratorium, известна и като Синтия (на английски: Synthia), е изкуствено създадена бактерия от генома на Mycoplasma genitalium, съдържаща най-малко 382 гена от общо 482 в M. genitalium.
Бактерията е продукт на изследователски проект на общо 20 учени и биотехнолози от американския институт „Дж. Крейг Вентер“, начело с нобеловия лауреат Хамилтън Смит. Общата цел е да се намали организма до съставните му части, за да се разбере какво е нужно, за да се създаде нов организъм от нулата.